# Plantažiranje Irske
Plantažiranje Irske (eng. Plantations of Ireland, ir. Plandálacha na hÉireann) bio je proces u 16. i 17. stoljeću kojim je engleska kruna oduzimala zemljišne posjede u Irskoj domaćem stanovništvu te kolonizirala to zemljište doseljenicima iz Engleske i Škotske nizine.
Taj proces je slijedio seobe manjih razmjera u Irsku još od 12. stoljeća, koji je rezultirao stvaranjem etničke skupine u Irskoj poznate kao Stari Englezi.
Plantažiranje 16. stoljeću bio je proces u cijeloj zemlji, prvenstveno oduzimanja zemljišta gaelskim klanovima i hiberno-normanskim dinastijama, ali uglavnom u pokrajinama Munsteru i Ulsteru. Zemlju je kruna davala kolonistima ("plantažerima") iz Engleske. Ovaj proces je započeo u vrijeme vladavine Henrika VIII. a nastavio se pod kraljicama Marijom i Elizabetom I. To se ubrzalo pod Jakovom I., Karlom I. i Oliverom Cromwellom, a u njihovo su vrijeme plantažeri kolonisti dolazili također iz Škotske.
Rano plantažiranje u 16. stoljeću težilo je stvaranju malih "uzornih" kolonija. Kasnije su se zasnivali na masovnim zapljenama zemljišta od irskih veleposjednika i kasnijeg useljavanja velikog broja doseljenika iz Engleske i Walesa a kasnije također iz Škotske.
Konačno službeno plantažiranje dogodilo se pod engleskim Commonwealthom i Cromwellovim protektoratom tijekom 1650-ih, kada su se tisuće vojnika naselili u Irskoj. Osim plantažera, značajna migracija u Irskoj nastavila se dobrano u 18. stoljeću, iz Velike Britanije i kontinentalne Europe.
Ovakva događanja su promijenila demografiju Irske stvaranjem velike zajednice s britanskim i protestantskim identitetom. Ove zajednice su zamijenile stariju katoličku vladajuću klasu, koja je dijelila s općom populacijom i zajednički irski identitet i skup političkih stavova. Fizička i gospodarska priroda irskog društva također je promijenjena, jer su bili uvedeni novi koncepti vlasništva i trgovine. Ove promjene dovele su do stvaranja protestantske vladajuće klase, kojoj je britanska vlada dala moć u Irskoj tijekom 17. stoljeća.

## Ranija naseljavanja
Ranija naseljevanja Irske dogodila su se tijekom Tudorskog osvajanja zemlje. Krunska vlada u Dublinu namjeravala je primiriti i anglicizirati zemlju pod engleskom vlašću i uključiti domaće vladajuće klase u englesku aristokraciju. Irska je trebala postati miran i pouzdan posjed, bez opasnosti od pobune ili stranih invazija. Gdje god je politika predaje i nagrade zakazivala, primjenjivalo se plantažiranje.
U tom smislu, usvojena su dva oblika plantažiranja u drugoj polovici 16. stoljeća. Prvi je bio "uzorna plantaža", u kojoj je mala kolonija engleskih doseljenika nudila model poljoprivredne zajednice koju su Irci mogli usvojiti. Jedna takva kolonija osnovana je kasnih 1560-ih, na Kerrycurrihyju nedaleko grada Corka, na zemljištu u zakupu od grofa od Desmonda.
Drugi oblik postavio je trend za buduću englesku politiku u Irskoj. Bio je u svojoj biti kaznene prirode, jer je predviđao naseljavanja engleskih doseljenika na zemlje oduzete nakon suzbijanja pobune. Prvi takav sustav bio je plantažiranje grofovije Kings (sada Offaly) i grofovije Queens (danas Laois), 1556., nazvanih tako po novim katoličkim monarsima Filipu i Mariji. Novi gradovi u grofoviji nazvani su Philipstown (sada Daingean) i Maryborough (sada Port Laoise). Zakon je donesen "s kojim je kralju i kraljici, i njihovim naseljednicima dana titula grofova od Leixa, Slewmargea, Irryja, Glinmaliryja i Offailyja, te načinivši od istih zemalja grofovske posjede."
Klanovi O'Moore i O'Connor tradicionalno su pljačkali Pale Dublina, koji je bio u engleskom posjedu. Zamjenik guvernera Irske, grof od Sussexa, naredio je njihovo protjerivanje i zamjenu engleskim naseljenicima. Međutim, taj potez nije donio veliki uspjeh. O'Mooreovi i O'Connori su se povukli u brda i močvare i borili u lokalnom ratu protiv naseljenika tijekom idućih 40 i više godina. Godine 1578., Englezi su konačno pokorili protjerani O'Moore klan pobivši većinu njihovih pripadnika  (ili vladajuću obitelj) na Mullaghmastu u Laoisu, nakon što su ih pozvali na mirovne pregovore. Rory NN Ó Moore, vođa pobune u tom području, također je ulovljen i ubijen kasnije te godine. Trajajuće nasilje značilo je, da su vlasti imale poteškoća u privlačenju ljudi na naseljavanje  na nove plantaže te su naselja završila kao zbijena oko niza vojnih utvrda.
Još jedna neuspjela plantaža dogodila se u istočnom Ulsteru godine 1570. Istočni dio pokrajine (pod vlašću klanova MacDonnell i Clandeboye O'Neill) bio je namijenjen za naseljavanje Engleza, što bi predstavljalo barijeru između Gaelske Irske i Škotske, i zaustavljanje protoka škotskih plaćenika u Irsku. Osvajanje istočnog Ulstera bio je zadatak povjeren grofu od Essexa Sir Thomasu Smithu. Poglavica klana O'Neill, Turlough Luineach O'Neill, bojeći se engleskog mostobrana u Ulsteru, pomogao je rođacima u Clandeboyeu. MacDonnelle od Antrima, predvođeni Sorleyom Boyom MacDonnellom također su pozvali pojačanje svojih rođaka iz Zapadnog otočja i Škotskog visočja.
Plantaže su s vremenom degenerirale u niz zločina protiv lokalnog civilnog stanovništva prije nego što su naposljetku napuštene. Brian MacPhelim O'Neill od Clandeboye, njegova žena i 200 pripadnika klana ubijeni su na gozbi koju je organizirao grof od Essexa godine 1574. Godine 1575., Francis Drake (kasniji pobjednik nad španjolskom armadom, tada plaćenik grofa od Essexa) sudjelovao je u pomorskoj ekspediciji, koja je kulminirala pokoljem 500 pripadnika klana MacDonnell u iznenadnom napadu na otok Rathlin, iako je prema Harryju Kelseyju "Drakeova osobna uloga u masakru nejasna".
Sljedeće godine, kraljica Elizabeta I., uznemirena zbog ubijanja civila, pozvala je na obustavu naseljavanja.

## Plantažiranja Munstera
Plantažiranje Munstera 1580-ih je bilo je prvo masovno naseljavanje u Irskoj. Bilo je pokrenuta kao kazna za Desmondov ustanak, kad se Geraldine, grof (Earl)  Desmonda pobunio protiv engleskog uplitanja u Munsteru. Dinastija Desmond je uništena u razdoblju nakon Drugog Desmondovog ustanka  (1579. – 1583.) a njihovi posjedi su zaplijenjeni. To je dalo engleskim vlastima priliku za naseljavavanje pokrajine kolonistima iz Engleske i Walesa koji su trebali biti bedem protiv daljnjih pobuna.  Godine 1584,   glavni nadzornik Irske, Sir Valentine Browne i povjerenstvo su ispitali Munster, izdvojili oduzete zemlje za engleske grobara "preuzimače" (bogate kolonisti koji su "preuzeli" uvoz najamnika iz Engleske za rad na svojoj novoj zemlji). Engleski preuzimači su su također trebali graditi nove gradove i osigurati obranu naseljenog okruga od napada.
Kao i bivša Geraldineova imanja (raširena kroz moderne grofovije Limerick, Cork, Kerry i Tipperary) ispitivanje se provelo i u zemljama koje su pripadale drugim obiteljima i klanovima koji su podržali pobunu u Kerryju i jugozapadnom Corku. Međutim, naseljvanje ovdje je bilo prilično malo jer je vladajući klan - MacCarthy iz linije Mór - tvrdio da su pobunjeni zemljoposjednici biliu njihovi podređeni i stoga je zemlja zapravo pripadala njima. Zemljišta su stoga dodijeljena su nekim engleskim preuzimačima, a zatim oduzeti opet kad su domaći kneževi poput MacCarthyja žalili se na razvlaštenje.
Ostali sektori plantažiranja bili su jednako kaotični. John Popham je uvezao 70 najamnika iz Somerseta, samo da bi otkrio da je zemlja već naseljena drugim preuzimačima, a on ih je bio dužan poslati kući. Ipak, 500.000 hektara (2.000 km2) naseljeno je engleskim kolonistima. Postojala je nada da će privući naseljavanje u regiji 15.000 kolonista, ali izvješće iz 1589 pokazalo je da su engleski preuzimači su uvezli u regiji samo 700 engleskih najamnika. On je sugerirao da je svaki najamanik bio glava kućanstva, te da je zbog toga predstavljao 4-5 drugih ljudi. To bi dovelo englesko stanovništva u Munsteru, na razinu od blizu tri ili četiri tisuće ljudi, ali to je još uvijek bilo znatno ispod projicirane slike.
Plantažiranje Munstera je trebalo proizvesti kompaktna obrambenih naselja, ali u stvari, engleski doseljenici su bili rašireni u džepovima diljem pokrajine, gdje god su bila konfiscirana zemljišta. Na početku su se engleski preuzimači dobili odrede engleskih vojnika kako bi ih zaštitili, no oni su ukinuti tijeom 1590-ih. Kao rezultat toga, kada je izbio devetogodišnji rat - irska pobuna protiv engleske vladavine - i zahvatio Munsteru 1598. godine, većina doseljenika su protjerana s njihove zemlje bez borbe. Oni su našli utočište u utvrđenim gradovima pokrajine ili su pobjegli natrag u Englesku. Međutim, kada je pobuna bila ugušena 1601. – 1603., politika plantažiranja se ponovno nastavila s guvernerom Munstera, Georgeom Carewom.

## Plantažiranja Ulstera
Prije osvajanja u devetogodišnjem ratu 1590-ih, Ulster je bio najviše gaelski dio Irske i jedina pokrajina potpuno izvan engleske kontrole. Rat od 1594. – 1603., završio je predajom kneževa O'Neill i O'Donnell engleskoj kruni, ali je također bio jako skupa i ponižavajuća epizoda engleske vlasti u Irskoj. Osim toga, u kratkom roku bio je neuspjeh, jer su uvjeti predaje dani pobunjenicima bili vrlo velikodušni, ponovno im vraćajući mnoga bivša zemljišta, ali po engleskom pravu.
Međutim, kada su Hugh O'Neill i drugi pobunjeni grofovi napustili Irsku 1607. (tzv. Bijeg grofova) kako bi tražili španjolsku pomoć za novu pobunu, knez zamjenik, Arthur Chichester, iskoristio je priliku kolonizirati pokrajinu i proglasio zemljišta O'Neilla, O'Donnell i njihovih sljedbenika zaplijenjenima. U početku, Chichester je planirao prilično skromnu plantažu, uključujući i velike subvencije za domaće irske knezove, koji su stali na englesku stranu tijekom rata. Međutim, ovaj plan je prekinula pobuna Cahira O'Dohertyja iz Donegala godine 1608., bivšeg saveznika Engleza, koji je smatrao da nije pravedno nagrađen zbog svoje uloge u ratu. Pobuna je ubrzo ugušena i O'Doherty ubijen, ali ta je pobuna dala Chichesteru opravdanje za izvlaštenje domaćih zemljoposjednika u pokrajini.
Jakov VI. kralj Škotske  postao je  1603. kralj Engleske, ujedinivši te dvije krune - dobivši u posjed, naravno i Kraljevinu Irsku. Plantažiranje u Ulstera predstavljeno mu je kao zajednički "britanski", tj engleski i škotski pothvat za smirenje i civiliziranje Ulstera. Tako su barem polovica naseljenika bili Škoti. Šest grofovija bilo je uključeno u službeno plantažiranje Ulstera - Armagh, Fermanagh, Cavan, Coleraine, Donegal i Tyrone.
Plan za plantažiranje u Ulsteru određivala su dva faktora: jedan je bio želja osigurati da pobunjenici ne mogu uništiti naselja kao u prvom naseljavanju Munstera. To je značilo da se, umjesto naseljavanja plantažera u izoliranim džepovima zemlje zaplijenjene osuđenim pobunjenicima, sva se zemlja oduzimala i redistribuirala tako da se stvori koncentracija britanskih doseljenika oko novih gradova i garnizona. Štoviše, novim zemljoposjednicima bilo je izričito zabranjeno uzimati irske najamnike koje su od tog trenutka, morali uvesti iz Engleske i Škotske. Preostalim irskim zemljoposjednicima bila je dodijeljena četvrtina zemljišta u Ulsteru i obično irsko stanovništvo trebalo je biti premješteno u blizinu garnizona i protestantskih crkava. Štoviše, naseljenicima je bila zabranjena prodaja zemlje Ircima.
Drugi veliki utjecaj na plantažiranje u Ulsteru bili su pregovori između raznih interesnih skupina na britanskoj strani. Glavni zemljoposjednici trebali su biti engleski preuzimači, bogati ljudi iz Engleske i Škotske, koji su poduzeli dovesti najamnike sa svojih imanja. Oni su svaki dobili oko 3,000 hektara (12 km²), pod uvjetom da nasele najmanje 48 odraslih muškaraca (uključujući barem 20 obitelji) koji su morali biti s engleskog govornog područja i protestanti. Međutim, veterani rata u Irskoj (poznati kao sluge) i pod vodstvom Arthura Chichestera, uspješno su lobirali da bi trebali biti nagrađeni vlastitim zemljišnim posjedima. Budući da ti bivši vojnici  nisu imali dovoljno privatnog kapitala za financiranje kolonizacije, njihov angažman je subvencionirao Grad London (financijski sektor u Londonu), kojem je također dodijeljen vlastiti grad (Derry, sada je službeno nazvan Londonderry, iako se u svakodnevnom govoru obično naziva Derry) i zemlja. Posljednji veliki dobitnik zemljišta bila je Protestantska Crkva Irske, koja je dobila sve crkve i zemljišta prethodno u vlasništvu Rimokatoličke Crkve. Bilo je predviđeno da svećenici iz Engleske i Palea preobrate domaće stanovništvo na  protestantizam.
Plantažiranje Ulstera bilo je mješoviti uspjeh za Engleze. Do 1630., bilo je 20.000 odraslih muškaraca engleskih i škotskih doseljenika u Ulsteru, što je značilo da je ukupan broj doseljenika mogao biti oko 80.000. Tvorili su lokalno većinsko stanovništva u dolinama Finn i Foyle (oko modernog Derryja i istočnog Donegala) u sjevernom Armaghu i istočnom Tyroneu. Osim toga, tu je također bilo važno naselje na neslužbeno naseljenoj zemlji u sjevernom Downu, koje su predvodili James Hamilton i Hugh Montgomery, te u južnom Antrimu pod Sir Randallom MacDonnellom. Štoviše, doseljeničko stanovništvo ubrzano je raslo jer je udio žena bio skoro polovica - vrlo visok, u usporedbi sa suvremenim španjolskim naseljavanjima u Latinskoj Americi ili engleskim naseljavanjima u Virginiji i Novoj Engleskoj
Međutim, irsko stanovništva nije bilo ni uklonjeno niti anglicizirano. U praksi, doseljenici nisu ostati na lošem zemljištu, već grupirani oko gradova i najbolje zemlje. To je značilo da su mnogi engleski i škotski zemljoposjednici morali uzeti irske najamnike, protivno odredbama plantažiranja Ulstera. 1609. godine, Chichester je deportirao 1.300 bivših irskih vojnika iz Ulstera na službu u švedsku vojsku,
ali pokrajina se nastavila mučiti s irskim razbojnicima poznatima kao "wood-kerne" koji su napadali ranjive naseljenike. Rečeno je da engleski doseljenici nisu bili sigurni milju izvan zidova gradova.
Pokušaji preobraćenja Iraca na protestantizam imali su malo utjecaja u početku, jer su uvezeni svećenici govorili engleski, a domaće stanovništvo je obično znalo samo irski. Kasnije, Katolička Crkva je činila napor da zadrži svoje sljedbenike među domorodačkim stanovništvom.

## Kasnija plantažiranja (1610. – 1641.)
Pored plantažiranja Ulstera, nekoliko drugih malih naseljavanja koja su se dogodila pod vladavinom kraljeva iz dinastije Stuart Jamesa I. i Charlesa I. početkom 17. stoljeća. Prvi od njih dogodio se u sjevernoj grofoviji Wexford 1610., u kojoj su zemlje bile oduzete klanu MacMurrough-Kavanagh.
Budući da je većina zemljoposjedničkih obitelji u Irskoj zauzela svoje posjede silom prethodnih četiri stotine godina, vrlo malo od njih, s izuzetkom novoengleskih doseljenika imalo je odgovarajuće pravne naslove za njih. Kao rezultat toga, kako bi se dobili takvi naslovi, bili su prisiljeni izgubiti četvrtinu svojih zemljišta. Ovo pravilo koristilo se protiv Kavanagha u Wexfordu, a potom i drugdje,  kako bi se razbila katolička irska imanja (osobito ona gaelska) diljem zemlje. Nakon presedana postavljenog u Wexfordu, bilo je i drugih manjih plantažiranja u Laoisu i Offalyju, Longfordu, Leitrimu i sjevernom Tipperaryju.
Godine 1621. kralj James I. uspostavio je svoja potraživanja na cijeli Gornji Ossory (Upper Ossory)  u grofoviji Laois, uključujući i dvorac Offerlane. James je utvrdio kraljevsku baštinu (iz obitelji de Clare) na inkviziciji održanoj u Port Laoise i pokrenuo naseljavanja na tom području godine 1626. John Fitzpatrick, barun Gornjeg Ossoryja, odbio je predati dvorac Castletown naseljenicima. 1537. godine njegov predak, Brian MacGiollapadraig, pristao je predati Gornji Ossory kralju Henriku VIII. te je ponovno imenovan za kneza po engleskom zakonu i godine  1541. je postao barun Gornjega Ossoryja. Nakon smrti Johna Fitzpatricka 1626. njegov sin Florence je nastavio protivljenje naseljavanjima na svojim imanjima. Međutim, na kraju je bio prisiljen predati dio svoje zemlje.
U Laoisu i Offallyju, tudorska plantažiranja sastojala su se od niza vojnih garnizona, ali u novom, mirnom ozračju 17. stoljeća, privukla su veliki broj zemljoposjednika, najamnika i radnika. Istaknuti naseljenici Leinstera u tom razdoblju bili su:  Charles Coote, Adam Loftus i William Parsons.
U Munsteru, tijekom mirne prve polovice 17. stoljeća bilo je više tisuća engleskih i velških doseljenika. Bilo je mnogo manjih plantaža u Munsteru u tom razdoblju, jer su irski kneževi bili dužni predati i do jedne trećine svojih posjeda kako bi dobili povlastice priznate od strane engleskih vlasti. Doseljenici su postali koncentrirani u gradovima duž južne obale - posebno Youghal, Bandon, Kinsale i Cork. Poznati engleski doseljenici u Munster bili su  Walter Raleigh, Edmund Spenser, Richard Boyle, 1. grof od Corka. Potonji je posebno stekao ogromno bogatstvo  gomilajući irsku zemlju, te razvijajući je za industriju i poljoprivredu.
Irske katoličke više klase nisu bile u stanju zaustaviti nastavak plantažiranja u Irskoj, jer im je bilo zabranjeno obavljanje javnih dužnosti zbog svoje vjere te su postali manjina u irskom parlamentu 1615. kao rezultat stvaranja "džepova četvrti" (četvrti gdje su protestanti bili u većini) u naseljenim područjima. Ipak, uspjeli su privremeno zaustaviti konfiskacije zemljišta  1625., složivši se da će platiti Engleskoj rat s Francuskom i Španjolskom.
Pored plantažiranja, u Irsku su stigle tisuće neovisnih doseljenika u ranom 17. stoljeću, iz Nizozemske i Francuske, kao i Britanije. Mnogi od njih postali su glavni najamnici zemljišta irskih vlasnika, a drugi su se naselili u gradovima (posebno Dublin) - posebno bankari i financijeri. Do 1641., izračunato je da je stiglo 125.000 protestantskih doseljenika u Irsku, ali oni su i dalje bili brojčano slabiji od domaćih katolika oko 15 puta.
Nisu svi engleski naseljenici od početka 17. stoljeća bili protestanti. Znatan broj engleskih katolika naselio se u Irskoj između 1603. – 1641. djelomično zbog ekonomskih razloga, ali i kako bi izbjegao progon. To može isprva izgledati paradoksalno. Ipak u vremenu od Elizabete i Jakova I. katolici u Engleskoj doživjeli su veći stupanj progona od engleskih katolika u Irskoj. U Engleskoj, katolici su uvelike bili nadbrojčani od protestanata i živjeli u stalnom strahu od izdaje od strane njihovih bližnjih. U Irskoj, međutim oni su se mogli uklopiti u lokalno većinsko katoličko stanovništvo na način koji nije bio moguć u Engleskoj. Engleski katolički plantažeri bili su najčešći u grofoviji Kilkenny, gdje su možda činili polovicu svih engleskih i škotskih naseljenika. S obzirom na to ne čudi da su sinovi i unuci engleskih naseljenika igrali veliku ulogu u politici Saveza Kilkenny 1640-ih godina, od kojih su najpoznatiji James Tuchet, 3. grof od Castlehavena.
Plantažiranja su ostala van političkog programa do dolaska Thomasa Wentwortha, bliskog savjetnika Karla I., na poziciju zamjenika guvernera Irske godine 1632. Wentworthov posao bio je podići prihode za Karla i učvrstiti kraljevsku kontrolu nad Irskom – što je značilo, između ostalog, više plantažiranja, kako bi se skupio novac i razbila politička moć irskog katoličkog plemstva. Wentworth je zaplijenio zemljišta u Wicklowu i planirao plantažiranje velikih razmjera Connachta - gdje će svi katolički zemljoposjednici izgubiti između polovine i četvrtine svojih imanja. Lokalne porote bile su natjerane na prihvaćanje Wentworthovih naseljavanja i kada se skupina zemljoposjednika iz Connachta požalila kralju, Wentworth ih je zatvorio. Međutim, naseljavanja su napredovala samo u grofoviji Sligo i grofoviji Roscommon.  Wentworthovi planovi su prekinuti izbijanjem biskupskih ratova u Škotskoj, što je na kraju dovelo do Wentworthovog pogubljenja po naredbi engleskog parlamenta i građanskog rata u Engleskoj i Irskoj. Njegovo konstantno preispitivanje katoličkih zemljosjedničkih naslova bilo je jedan od glavnih uzroka pobune iz 1641.  i glavni razlog zašto su joj se pridružile najbogatije i najmoćnije irske katoličke obitelji.

## Pobuna iz 1641.
U listopadu 1641., nakon loše žetve i u prijetećoj političkoj klimi, Phelim O'Neill pokrenuo je pobunu, u nadi da će ispraviti razne nedaće irskih katolika zemljoposjednika. Međutim, nakon što je pobuna bila u tijeku, ljutnja dmorodačkih Iraca u Ulsteru prelila se u neselektivne napade na naseljenike u Irskoj. Irski katolici napali su plantažere diljem zemlje, a posebno u Ulsteru. Engleski pisci u to vrijeme procjenjivali su protestantske žrtve na više od 100.000, a William Petty, u svom istraživanju 1650.-ih, procjenjuje broj poginulih na oko 30.000. Novija istraživanja, međutim, temeljena na podrobnom istraživanju protestantskih izbjeglica prikupljenih 1642. godine, ukazuju na brojku od 4.000 doseljenika ubijenih izravno te do 12.000, koji su možda stradali od bolesti ili oskudice nakon što su protjerani iz svojih domova.
Irski katolici su osnovali vlastitu vladu, Konfederacijsku Irsku, za između ostalog prestanak plantažiranja i djelomično poništenje postojećih plantažiranja u pregovorima s Karlom I. U idućih deset godina dogodile su se borbe između suparničkih etničkih i vjerskih blokova diljem Irske, dok su Irci katolici konačno potučeni, a zemlja okupirana u cromwellskom osvajanju Irske u razdoblju od 1649. do 1653.
Ulster je bio najgore pogođen ratovima, s velikim gubitkom civilnih života i masovnog raseljavanja ljudi. Zločini počinjeni s obiju strana dodatno su zatrovali odnos između naseljenika i autohtonih zajednica u pokrajini. Iako je mir u Ulsteru na kraju postignut, rane otvorene u plantažiranju i građanskom rat godinama su jako sporo zacjeljivanje te su ostale do 21. stoljeća u Sjevernoj Irskoj.
Pobunom iz 1641. godine, plantažiranje Munstera je privremeno stalo, baš kao što je bilo i tijekom devetogodišnjeg rata. Munster je doživio deset godina ratovanja između naseljenika i njihovih potomaka i izvornih irskih katolika. Međutim, etničke/vjerske podjele bile su manje u Munsteru nego u Ulsteru. Neki od ranijih engleskih naseljenika u Münsteru bili su rimokatolici i njihovi potomci uglavnom su stali na stranu Iraca tijekom 1640-ih godina. S druge strane, neki irski plemići koji su prešli na protestantizam - osobito Earl Inchiquin, stali su uz naseljenike.

## Cromwellovska zapljena zemljišta
Irski saveznici su polagali svoje nade na rojalističku pobjedu u ratovima tri kraljevstva, kako bi mogli iskazati svoju odanost Karlu I. od Engleske i natjerati ga na prihvaćanje njihovih zahtjeva - uključujući i toleranciju za katoličanstvo, irsku samoupravu i kraj politike plantažiranja. Međutim, Karlovi rojalisti su poraženi u engleskom građanskom ratu od strane pristaša parlamenta, koji su se obvezali na ponovno osvajanje Irske i kažnjavanje odgovornih za pobunu iz 1641. Godine 1649., Cromwell je stupio u Irsku s novim modelom vojske te je 1652. osvajanje već završeno. Engleski parlament je potom objavio kaznene uvjete predaje za katolike i rojaliste u Irskoj, koje su uključivale masovnu zapljenu svih zemljišta u katoličkom vlasništvu.
Cromwell je držao sve irske katolike odgovornima za pobunu 1641. i rekao da će se s njima nositi u skladu s njihovim "zaslugama" – što je značilo različite sankcije od pogubljenja u najgorem slučaju, do djelomičnog oduzimanja zemljišta čak i za one koji uopće nisu sudjelovali u ratovima. Zakon o naseljavanju iz 1652. tvrdio je da će svatko tko je digao oružje protiv parlamenta izgubiti svoju zemlju. U praksi, oni protestanti koji su se borili za rojaliste, izbjegli su zapljenu zemlje plaćajući globe režimu Commonwealtha, ali irska katolička zemljoposjednička klasa bila je posve uništena. U nekim aspektima,  ono što je Cromwell postigao bilo je logičan zaključak procesa plantažiranja.
UZ to se dogodio irski građanski popisa+ stanovništva 1654-'55. Svrha istraživanja bila je osigurati podatke o mjestu, vrsti, vrijednosti i vlasništvu zemljišta 1641 godine, prije izbijanja irske pobune 1641. To je sprovedeno u svih dvadeset i sedam grofovija. Downov elaborat iz 1655.-'56 bila je karta s izmjerama, koje je organizirao Sir William Petty, za oduzete zemlje.
Više od 12.000 veterana novog modela vojske dobilo je zemlju u Irskoj umjesto plaća, koje Commonwealth nije bio u mogućnosti isplatiti. Mnogi od njih prodali su svoju zemlju drugim protestantima radije nego se naselili u ratom razorenu Irsku, ali 7.500 vojnika je ipak ostalo u zemlji. Oni su bili potrebni kao pričuvne postrojbe u slučaju budućih pobuna. Zajedno s trgovačkim avanturistima, preko 10.000 parlamentaraca naselilo se u Irskoj nakon građanskog rata. Većina njih bili su neženje međutim i mnogi od njih oženili su se Irkinjama (iako im je to bilo zabranjeno zakonom). Neki od cromwellovih vojnika tako su integrirani u irsko katoličko društvo. Osim parlamentaraca, tisuće škotskih covenanterskih vojnika, koji su bili stacionirani u Ulsteru tijekom rata trajno su se naselili kad su prestali sukobi.
Neki zastupnici su tvrdili da su svi Irci trebali biti deportirani zapadno od Shannona i zamijenjeni engleskim doseljenicima. Međutim, to bi zahtijevalo stotine tisuća engleskih doseljenika koji su voljni doći u Irsku, a takav broj potencijalnih doseljenika jednostavno nije postojao. Dakle, ono što se zapravo dogodilo je nastanak zemljoposjedničke klase britanskih protestanata, koji su vladali nad irskim katoličkim stanovništvom. Manjina od cromwellovih zemljoposjednika bili su zapravo vojnici parlamenta ili kreditori. Većina njih bili su predratni protestantski doseljenici, koji su iskoristili priliku za zauzimanje zaplijenjene zemlje. Prije rata, katolici su bili u vlasništvu 60% zemlje u Irskoj. U razdoblju Commonwealtha, katolička zemljoposjedi pali su na 8-9%, a nakon nekih povrata po Zakonu o naseljavanju iz 1662., porasli su opet na 20%.
U Ulsteru, cromwellijansko razdoblje eliminiralo je one izvorne zemljoposjednike koji su preživjeli plantažiranje Ulstera. U Munsteru i Leinsteru, masovno oduzimanje zemljišta u vlasništvu katolika nakon cromwellianskog osvajanja Irske, značilo je da engleski protestanti stječu gotovo sve zemljišne posjede po prvi put. Osim toga, nekih 12.000 Iraca je prodano u roblje pod režimom Commonwealtha, a drugih 34.000 otišlo u egzil, uglavnom u Francusku i Španjolsku.
Nedavna istraživanja su pokazala da, iako je domaća klasa irskih zemljoposjednikabila podređena u ovom razdoblju, nije u potpunosti nestala, mnogi od njegovih članova pronalaze mjesta za sebe u trgovini ili kao glavni najamnici na zemlji njihovih predaka.

## Naknadna događanja
U ostatku 17. stoljeća, irski katolici su se pokušavali izboriti za poništenje cromwellijanskog Zakona o naseljavanju. Nakratko su to postigli pod Jamesom II. tijekom Williamitskog rata u Irskoj, ali jakobitski poraz tamo doveo je do drugog kruga zapljena zemljišta. Tijekom 1680-ih i 1690-ih dogodio se još jedan veliki val naseljavanja u Irskoj (iako ne još jedno plantažiranje). Novi doseljenici bili su uglavnom sastavljeni od Škota, deseci tisuća kojih su pobjegli od gladi u nizinama i pograničnim područjima Škotske. Tada su protestanti i ljudi škotskog podrijetla (po vjeri uglavnom prezbiterijanci) postali apsolutna većina stanovništva u Ulsteru.
Druga skupina doseljenika u Irskoj toga doba bili su francuski hugenoti, protjerani iz Francuske nakon ukidanja Nantskog edikta godine 1685.g. Mnogi od Francuza bili su bivši vojnici, koji su se borili na strani Williamita u Williamitskom ratu u Irskoj. Ova zajednica se ukorijenila uglavnom u Dublinu, gdje se njihovo groblje još uvijek može naći kod St Stephen's Greena. Njjihova populacija mogla je doseći broj od 10.000 ljudi.

## Dugoročne posljedice
Plantažiranja su imala dubok utjecaj na Irsku na nekoliko načina. Prvi je bio uklanjanje katoličke vladajuće klase i njihova zamjena s onim što je postalo poznato kao protestantski uspon - to su bili anglikanski veleposjednici koji su uglavnom potjecali iz Velike Britanije. Njihov položaj je pojačan Kaznenim zakonima, kojima se uskraćivalo politička prava kao i većina prava za posjedovanje zemlje katolicima i ne-anglikanskim protestantima. Dominacija ove klase u irskom životu trajala je sve do kraja 18. stoljeća,  kada su nevoljko glasali za Zakon o uniji s Britanijom godine 1800. kojim je ukinut njihov parlament.
Za sadašnju podjelu Irske na Republiku Irsku i Sjevernu Irsku može se tvrdi kako je u velikoj mjeri posljedica obrazaca naseljavanja iz 17. stoljeća, uz veliku protestantsku populaciju u Ulsteru koja je radije ostala dio Ujedinjenog Kraljevstva Velika Britanije i Irske, za razliku od ostatka zemlje, gdje je katolička većina poduprla neovisnost. Godine 1922., unionisti su držali većinu u četiri od devet grofovija u Ulsteru. Prema tome, zbog Anglo-irskog sporazuma 1921. ove četiri županije – kao i druge dvije u kojima su tvorili značajnu manjinu blizu pola stanovništva – ostale su u Ujedinjenom Kraljevstvu u sastavu Sjeverne Irske. Ovaj novi entitet je sadržavao značajnu katoličku manjinu, od kojih su se mnogi smatrali potomcima onih razvlaštenih u plantažiranjima. "Nevolje" u Sjevernoj Irskoj u nekim aspektima se mogu tumačiti kao nastavak sukoba koji je proizlazio iz plantažiranja.
Plantažiranja su također imala veliki kulturni utjecaj. Gaelska irska kultura je marginalizirana a engleski je zamijenio irski kao jezik uprave i poslovanja. Iako je, oko 1700., irski ostao većinski jezik u Irskoj, engleski je bio dominantan jezik za uporabu u parlamentu, sudovima i trgovini. U sljedeća dva stoljeća uslijedio je napredak prema zapadu u cijeloj zemlji do iznenadnog irskog kolapsa nakon Velike gladi 1840.-ih godina.
Konačno, plantažiranjima je i radikalno promijenjen irski ekološki i fizički izgled. Godine 1600., većina Irske bila je jako pošumljena, osim močvara. Većina stanovništva je živjela u malim gradovima, mnogi su se sezonski selili na svježe pašnjake za stoku. Do 1700., irska šuma je bila desetkovana, nakon što su je intenzivno iskorištavali novi naseljenici za komercijalne poslove kao što je brodogradnja. Nekoliko autohtonih vrsta poput vuka je izlovljeno do istrebljenja. Većina doseljenog stanovništva je sad živjela u stalnim gradovima i selima, iako se irsko seljaštvo držalo svojih tradicionalnih običaja. Štoviše, gotovo sva Irska sada je bila integrirana u tržišnu ekonomiju - iako mnogi od siromašnijih slojeva nisu imali pristup novcu, a i dalje su plaćali svoje rente u naturi ili u službi.